# Joseph Marie Xavier de Sévin
Joseph Marie Xavier de Sevin (Tolosa, 10 marzo 1894 – Brinon-sur-Sauldre, 7 novembre 1963) è stato un generale e aviatore francese, asso dell'aviazione nel corso della prima guerra mondiale con 12 vittorie accertate e 11 non confermate.

## Biografia
Nacque a Tolosa il 10 marzo 1895 all'interno di una ricca famiglia aristocratica di forti tradizioni militari, figlio di Marie Auguste Edouard e di Marie Jeanne Louise Adrienne de Tricornot de Rose. Crebbe con un fratello e una sorella minori tra la città di Tolosa e il castello di famiglia di Marmande. Ricevette un'accurata educazione conseguendo il baccalauréat in scienze, e poi decise di intraprendere la carriera militare effettuando gli esami di ammissione alla École spéciale militaire de Saint-Cyr, entrandovi nel giugno 1914 (Promozione La grande Revanche). Non iniziò gli studi dato che poco tempo dopo scoppiò la prima guerra mondiale. Si arruolò volontariamente nell'Armée de terre come soldato semplice nel 14º Reggimento fanteria di Brive nel settembre 1914, combattendo sul fronte occidentale e fu rapidamente promosso al grado di caporale, e poi di sergente.
Recuperato dalla École spéciale militaire de Saint-Cyr fu trasferito al 96º Reggimento fanteria con il grado a titolo temporaneo di sottotenente il 5 dicembre 1914. Venne nuovamente trasferito al 19º Battaglione cacciatori l'11 marzo 1915 dove fu gravemente ferito da diverse schegge il 19 aprile. Evacuato nelle retrovie, fece quindi domanda per entrare nell'Aéronautique Militaire, dove prestava già servizio il fratello Thierry. Inoltre il fratello di sua madre era il comandante Charles de Tricornot de Rose, capo dell'aviazione della Ve Armée e promotore dell'aviazione da caccia. Con l'aiuto dello zio entrò nella scuola di aviazione di Pau il 15 luglio 1915. Tre giorni prima suo fratello Thierry era morto in un incidente di volo sul campo d'aviazione di Saint-Cyr. Nonostante la tragedia seguì attentamente i corsi e conseguì il brevetto di pilota militare il 19 ottobre successivo, e nel mese di novembre venne assegnato alla Escadrille N 12 al comando di suo zio dove prestavano servizio assi come Jean Navarre e Georges Pelletier-Doisy. A quel tempo la squadriglia volava con i Nieuport 10 anche se poco dopo ricevette i Nieuport 11 Bébé, agili piccoli e agili caccia monoposto che avrebbero assunto il controllo del cielo sopra Verdun dove suo zio, il comandante de Rose, morì accidentalmente l'11 maggio 1916. Fu promosso sottotenente a titolo definitivo il 27 dicembre 1915.
Non prese parte alla battaglia di Verdun perché la Escadrille N 12 rimase nella regione di Reims e li ottenne la sua prima vittoria accertata l'11 luglio 1916. Partecipò alle operazioni sopra il cielo di Verdun durante la controffensiva lanciata verso la fine del 1916, venendo promosso tenente, e ottenendo la seconda vittoria il 4 marzo 1917 in collaborazione con Marcel Noguès. La Escadrille N 12, si unì ad altri 3 squadriglia per formare il Groupe de Chasse 11, che lasciò Verdun l'8 aprile 1917 per partecipare alla battaglia dello Chemin des Dames dove, alla comando di uno SPAD decorato con un corno da caccia e una rosa in omaggio a suo zio, otterrà la sua terza (11 maggio) e quarta (19 giugno) vittoria omologata.  Combattendo poi nelle Fiandre ottenne due nuovi successi, lasciando la Escadrille SPA 12 alla fine di dicembre 1917 per assumere il comando della Escadrille SPA 26 con il grado di tenente, una squadriglia del prestigioso Groupe de Chasse 12 noto come Cigognes. Il 2 marzo 1918 fu promosso capitano a titolo temporaneo. La sua lista di vittorie aumentò di quattro durante le offensive primaverili tedesche, raggiungendo il 16 maggio 1918 la soglia dei 10 successi che gli diedero l'onore di vedere il suo nome comparire nell'ordine del giorno dell'esercito del 24 giugno 1918. Il 28 di quello stesso mese divenne capitano a titolo definitivo.
Alla fine di agosto gli fu ordinato di occuparsi con discrezione del famoso pilota Roland Garros, fuggito dalla Germania e che voleva riprendere il suo posto nella squadriglia dopo una lunga prigionia. Il famoso pilota prebellico aveva problemi di vista che nascondeva con speciali occhiali e non era più abile nel volo come avrebbe potuto esserlo nel 1915 prima della sua cattura. Nonostante una vittoria in collaborazione (non omologata) ottenuta con lui il 2 ottobre 1918, Garros fu abbattuto tre giorni dopo. Alla fine della Grande Guerra aveva conseguito12 vittorie confermate e 11 non confermate.
Ritornato alla École spéciale militaire de Saint-Cyr St-Cyr dopo la firma dell'armistizio di Compiègne per continuare la sua formazione interrotta dalla guerra, entrò nella scuola di addestramento della cavalleria di Saumur ma una caduta da cavallo gli fece capire che quest'arma era da considerarsi obsoleta. Nel 1920 richiese di essere assegnato all'aviazione dove ebbe vari incarichi e comandi, sposandosi nel 1921 presso il municipio di Quimper con la sua fidanzata, la signorina Madeleine Blanchet de la Sablière che gli diede sette figli. Trasferito in Marocco nel 1929 per comandare il 37º Reggimento d'aviazione, fu rimpatriato meno di un anno dopo per motivi di salute. Divenne poi professore alla scuola di applicazione dell'aviazione, e poi capo insegnante alla scuola di volo di Istres nel 1932.
Il 1º ottobre 1938, con il grado di colonnello, fu nominato addetto aeronautico in Romania  mantenendo l'incarico anche quando scoppiò la seconda guerra mondiale. Assiste al crollo della Francia, e fu confermato nell'incarico a Bucarest dal governo di Vichy. Fortemente antitedesco approfittò della sua posizione per osservare le concentrazioni di truppe durante il 1941 e raccogliere informazioni che gli permisero di dedurre l'attacco tedesco contro l'Unione Sovietica, informazioni che trasmise a Vichy ma anche agli inglesi che lo decorarono dopo la guerra per suoi servizi resi, in particolare per aver telegrafato la data dell'inizio dell'operazione Barbarossa pochi giorni prima che avvenisse. I tedeschi non apprezzarono la sua attività di spionaggio e fecero pressioni sulle autorità rumene e francesi affinché fosse espulso dal paese il 14 luglio 1941.
Rientrato in Francia, il 1 agosto 1941 gli fu affidato il comando della scuola aerea di Salon de Provence che subito orientò in direzione antitedesca. Promosso generale di brigata aerea il 15 maggio 1942, fu oggetto di lamentele da parte della Légion française des combattants per lo spirito di resistenza contro i tedeschi che manteneva nella scuola aerea.
Dopo l'invasione della zona franca da parte delle truppe tedesche e italiane in seguito allo sbarco alleato in Nord Africa, assiste impotente all'occupazione della scuola e lavorò ancora più attivamente per la resistenza mentre l'Armée de l'air de l'armistice viene sciolta dai tedeschi. Nominato direttore dell'ente per la liquidazione della 1ª Regione aerea il 21 dicembre 1942, inserì i suoi ufficiali nella resistenza e fornì alla rete di Aix informazioni militari, raccogliendo informazioni sulle posizioni tedesche nel Mediterraneo. Fu arrestato dalla Gestapo il 23 febbraio 1943, venendo rapidamente rilasciato.
A causa di una artrite il 22 marzo 1943 fu posto in congedo per convalescenza, per un periodo di 3 mesi, e il 22 giugno 1943 ottenne una proroga per un ulteriore periodo di 3 mesi, che gli fu concessa dal generale Paul Gastin. Preparò la sua fuga verso il Nord Africa con i suoi due figli maggiori, iniziata il 3 agosto 1943 attraversando a piedi i Pirenei e terminata il 17 ottobre 1943 raggiungendo il Nord Africa dopo aver passato un periodo passato nelle carceri spagnole.
I suoi due figli si arruolarono subito nell'esercito francese, mentre lui tornò in servizio nell'Armée de l'air al fianco degli Alleati. Tutta la sua famiglia rimasta in Francia riprese la lotta contro i tedeschi, sua moglie riuscì a mandare in Nord Africa la figlia Béatrice e il figlio Armand, ancora diciassettenne, per poi darsi alla macchia con le sue tre giovani figlie nel Tarn contribuendo a finanziare la resistenza con il suo patrimonio personale.
Lui fu incaricato dal governo provvisorio dell'addestramento premilitare, poi il 22 marzo 1944 fu nominato membro della commissione di controllo alleata a Napoli. Fu nominato generale di divisione aerea il 25 settembre 1944, poco dopo la liberazione della Francia.
Mentre continuavano i combattimenti contro la Germania, apprese della morte del figlio maggiore Thierry, ucciso il 12 gennaio 1945 in un incidente presso la scuola di volo statunitense a Dodge City. Nel marzo 1945, raggiunto il limite d'età, fu posto a riposo ma mantenuto in carica essendo nominato capo della sezione francese dello stato maggiore di controllo interalleato in Germania l'8 giugno 1945.
Fu nuovamente messo in congedo il 1º marzo 1946 e ritornò in Francia dove dovette affrontare una difficile situazione personale, rovinata dalla guerra e con la casa saccheggiata dalle truppe tedesche. Insignito del titolo di Commendatore dell'Ordine dell'Impero Britannico si stabilì poi in Marocco nel 1947 e ritornò in Francia alla fine del 1962 a Brinon-sur-Sauldre nello Cher. Morì lì meno di un anno dopo, all'età di 69 anni, il 7 novembre 1963.

### Annotazioni
1. ↑  L'11 maggio in collaborazione con Alfred Auger abbatté un biposto tedesco. Il 19 giugno ottenne una quarta vittoria in collaborazione con Jacques Ortoli e Jean Chaput.

### Fonti
1. 1 2 3 4 5 6 7 8 9 10 11 12 13 14 15 16 17 18 19 20 21 22 23 24 25 26 27 28 29 30 31 32 33 34 35 36 37 38 39 40  AS14-18.
2. 1 2 3 4 5 6  The Aerodrome.
3. 1 2 3 4 5 6 7 8 9 10 11  Franks, Bailey 1992, p. 148.
4. 1 2 3 4  Albin Denis.
5. 1 2 3  Guttman 2002, pp. 48-49.
6. 1 2  Generals.